# ثالديفيا
بلدية ثالديفيا (بالإسبانية: Zaldivia) هي بلدية تقع في مقاطعة غيبوثكوا التابعة لمنطقة إقليم الباسك شمال إسبانيا.

## الديموغرافيا
بلغ عدد سكان بلدية ثالديفيا 1.517 نسمة عام 2011 (وفقاً للمعهد الوطني للإحصاء الإسباني).
| 1.573 | 1.526 | 1.508 | 1.477 | 1.463 | 1.525 | 1.517 |